# برکانت گونر
برکانت گونر (انگلیسی: Berkant Güner؛ زادهٔ ۱۹ فوریهٔ ۱۹۹۸) بازیکن فوتبال اهل ترکیه است.
از باشگاه‌هایی که در آن بازی کرده‌است می‌توان به باشگاه فوتبال بروسیا دورتموند اشاره کرد.
وی همچنین در تیم‌های ملی فوتبال جوانان آلمان، Germany national under-16 football team, Turkey national under-17 football team، و جوانان ترکیه بازی کرده‌است.